# 法庭線
法庭線（全名：法庭線 The Witness）是一個由陳婉婷等一群前法庭記者創立的香港媒體，專注於法庭現場記錄及報道和法治內容，自2022年5月16日開始運作。營運模式依賴訂閱收入，但所有報道全部免費向公眾開放，且報道文章及資訊圖片按照創用CC 姓名標示4.0協議授權他方自由使用。
法庭線是港區國安法通過後成立的較有代表性的自媒體之一，已做过多篇深度报道，但相較於在多家已停運媒體中擔任記者仍有資源困境。法庭線的創辦原因是隨着香港數間媒體停運，法庭記者流失，法庭新聞報道減少，部分案件缺乏關注而消失於公眾視線。法庭線希望拉近公眾與法庭的距離。該媒體除了法庭現場外亦有《法律101》系列，為公眾提供一系列法律教育資料。

## 另見
有法庭報導的香港媒體：
- 獨立媒體 (香港)
- 香港自由新聞（英語：Hong Kong Free Press）
- 庭刊
- 眾新聞（已停運）
- 立場新聞（被迫關閉）

其它運作中的香港新聞自媒體及海外港人自媒體：
- Channel C
- 誌 HK FEATURE
- ReNews
- 集誌社
- 同文Commons
- 大城誌
- 棱角媒體
- 光傳媒
- 追新聞

## 外部連結
- 官方网站

- 香港網絡大典上的相关条目：法庭線